# Tomi Jurić
Tomi Jurić (Auburn, Sydney, 22. srpnja 1991.), australski je nogometaš hrvatskoga podrijetla. Trenutačno igra za Koper. Stariji je brat Denija Jurića.

## Klupska karijera

### Početci i Hrvatska
Igrao je u mlađim kategorijama u NK Hurstville Zagrebu potom je bio u Sydney Olympicu i Sydney Unitedu a 2008. godine u zagrebačkome NK Trnju, te u sesvetskoj NK Croatiji (2009. – 2010.) u kojoj je zatim u sezoni 2010./2011. igrao i za prvu momčad. U 1. HNL igrao je za zagrebačku Lokomotivu i zaprešićki Inter.

### Povratak u Australiju
Jurić se u Australiju vratio u Adelaide United i tu je bio nakratko 2013. godine odigravši sedam utakmica i postigavši dva pogotka. U svome prvome nastupu za Adelaide United postigao je pogodak protiv Sydneya nakon samo 120 sekundi. Potom je 20. svibnja 2013. godine potpisao dvogodišnji ugovor za Western Sydney Wandererse. U svojoj prvoj utakmici za Wandererse protiv Central Coast Marinersa postigao je izjednačujući pogodak (1:1, 12. listopada 2013.). U uspješnoj prvoj sezoni u Wanderersima Tomi Jurić postigao je 12 pogodaka u 29 nastupa. Od tih 29 nastupa četiri je nastupa bilo 2014. godine u AFC Ligi prvaka. Wanderersi su te godine i osvojili AFC Ligu prvaka, a Jurić je u prvoj domaćoj utakmici završnice zabio jedini pogodak u 1:0 pobjedi nad Al-Hilalom.

### Roda JC Kerkrade
Nakon što je Jurić odbio nekoliko ponuda, među kojima je bila i visoka ponuda kineskog Shanghai Shenhua od 18 milijuna dolara, potpisao je za nizozemskog prvoligaša Rodu JC Kerkrade. Odbio je ponudu bivšeg kluba Didiera Drogbe i Nicolasa Anelke zato što je čvrsto odlučio nastaviti karijeru u Europi. U Nizozemskoj Jurić je potpisao ugovor na jednu godinu. Iako je njegov dolazak u Rodu bio neizvjesan, trener Darije Kalezić ipak ga je uspio dovesti. 

## Reprezentativna karijera
Jurić je prvi nastup za australsku nogometnu reprezentaciju ostvario na EAFF Istočnoazijskome kupu. Dana 20. srpnja 2013. godine, u 89. minuti utakmice protiv Južne Koreje (0:0) ušao je u igru kao zamjena za Mitchella Dukea. Svoj prvi pogodak za australsku nogometnu reprezentaciju postigao je 25. srpnja 2013. godine u 78. minuti utakmice protiv Japana na EAFF Istočnoazijskome kupu. Na AFC Azijskome kupu, 13. siječnja 2015. godine, protiv Omana, postigao je svoj drugi pogodak za australsku reprezentaciju.

### Pogodci za australsku nogometnu reprezentaciju
| Broj | Datum              | Mjesto                                               | Protivnik         | Pogodak | Konačan ishod | Natjecanje                                           |
| ---- | ------------------ | ---------------------------------------------------- | ----------------- | ------- | ------------- | ---------------------------------------------------- |
| 1.   | 25. srpnja 2013.   | Hwaseong Stadium, Hwaseong, Južna Koreja             | Japan             | 2:2     | 2:3           | EAFF Istočnoazijski kup                              |
| 2.   | 13. siječnja 2015. | Stadium Australia, Sydney, Australija                | Oman              | 4:0     | 4:0           | AFC Azijski kup                                      |
| 3.   | 1. rujna 2016.     | nib Stadium, Perth, Australija                       | Irak              | 2:0     | 2:0           | Kvalifikacije za Svjetsko prvenstvo u nogometu 2018. |
| 4.   | 6. listopada 2016. | King Abdullah Sports City, Jeddah, Saudijska Arabija | Saudijska Arabija | 2:1     | 2:2           | Kvalifikacije za Svjetsko prvenstvo u nogometu 2018. |
| 5.   | 8. lipnja 2016.    | Adelaide Oval, Adelaide, Australija                  | Saudijska Arabija | 1:0     | 3:2           | Kvalifikacije za Svjetsko prvenstvo u nogometu 2018. |
| 6.   | 8. lipnja 2016.    | Adelaide Oval, Adelaide, Australija                  | Saudijska Arabija | 2:1     | 3:2           | Kvalifikacije za Svjetsko prvenstvo u nogometu 2018. |
| 7.   | 19. lipnja 2017.   | Olimpijski stadion Fišt, Soči, Rusija                | Njemačka          | 2:3     | 2:3           | FIFA Konfederacijski kup 2017.                       |
| 8.   | 5. rujna 2017.     | Melbourne Rectangular Stadium, Melbourne, Australija | Tajland           | 1:0     | 2:1           | Kvalifikacije za Svjetsko prvenstvo u nogometu 2018. |

## Priznanja

### Klupska
Western Sydney Wanderers
- AFC Liga prvaka (1): 2014.

### Reprezentativna
Australija
- AFC Azijski kup (1): 2015.

## Vanjske poveznice
- (engl.) Tomi Jurić na soccerway.com  Arhivirana inačica izvorne stranice od 15. rujna 2015. (Wayback Machine)